# Faculté de droit et des sciences politiques de Tunis
Pour les articles homonymes, voir FST.
La faculté de droit et des sciences politiques de Tunis (arabe : كلية الحقوق و العلوم السياسية بتونس) ou FDSPT est une faculté située dans le campus d'El Manar à Tunis (Tunisie). Elle dépend de l'université de Tunis - El Manar.

## Historique
La FDSPT est fondée en 1960 et s'installe dans les anciens locaux de l'Institut des hautes études à Tunis situés sur la rue de Rome (centre-ville).
En 1974, elle s'établit sur la colline d'El Manar, à côté de l'École nationale d'ingénieurs de Tunis, à son emplacement actuel.

## Organisation
La FSDSPT est organisée selon les disciplines en quatre départements :
- département de droit privé ;
- département des sciences criminelles ;
- département de droit public ;
- département des sciences politiques.